# Warcraft: Почетак
Warcraft: Почетак (енгл. Warcraft) амерички је научнофантастични акциони филм из 2016. године у режији Данкана Џоунса базиран на видео-игри Warcraft. Сценарио потписују Чарлс Левит и Џоунс, док су продуценти филма Чарлс Ровен, Алекс Гартнер, Томас Тул, Џон Џашни и Стјуарт Фенеган. Музику је компоновао Рамин Џавади.
Насловну улогу тумачи Травис Фимел као војни командант људских снага Андуин Лотар, док су у осталим улогама Паула Патон, Бен Фостер, Доминик Купер, Тоби Кебел, Бен Шнецер, Роберт Казински, Кленси Браун и Даниел Ву. Дистрибуиран од стране Universal Picturesа, светска премијера филма је била одржана 10. јуна 2016. у Сједињеним Америчким Државама. 
Буџет филма је износио 160 000 000 долара а зарада од филма је 439 000 000 долара.

## Радња
Радња филма је смештена у период прве стратегијске игре. Мирно краљевство Азерота стоји на ивици рата кад се њихова цивилизација суочи са неустрашивом расом освајача: оркски ратници беже из свог дома који је на рубу пропасти и желе да колонизују други свет. Кад се портал отвори да споји ова два света, једна војска се суочава са уништењем, а друга са нестанком. Са ове две зараћене стране, два хероја ће кренути један на другог, а то ће одредити судбину њихових породица, њиховог народа и њиховог дома. Тако почиње спектакуларна сага о моћи и жртвовању у којој рат има много лица и где се свако бори за нешто.

## Улоге
| Глумац          | Улога                   |
| --------------- | ----------------------- |
| Травис Фимел    | Андуин Лотар            |
| Паула Патон     | Гарона Халфоркен        |
| Бен Фостер      | Медив                   |
| Доминик Купер   | Лејн Врин               |
| Тоби Кебел      | Дуротан                 |
| Бен Шнецер      | Кадгар                  |
| Роберт Казински | Оргрим Думхамер         |
| Кленси Браун    | Црноруки                |
| Даниел Ву       | Гул'дан                 |
| Калум Кит Рени  | Мороуз, помоћник Медива |